# Pius X (Kortrijk)
Pius X is een wijk in de Belgische stad Kortrijk. De buurt bevindt zich ten noordoosten van de historische binnenstad en grenst aan de Leopold III-wijk en de naburige randgemeente Kuurne. Pius X is een gemengde wijk: het gedeelte dichtst bij het stadscentrum sluit nog aan bij de arbeiderswoningen terwijl er zich langs de Leie veeleer residentiële bewoning bevinden. Daar tussenin bevindt zich een mix van beide woningtypes. Op heden is het een erg leefbare wijk dankzij het vele groen tussen de huizen. De kern van de wijk ligt rond de school, de kerk Pius X en de Open School. Er is een actieve parochiale werking en de KSA is de dynamische jeugdbeweging.

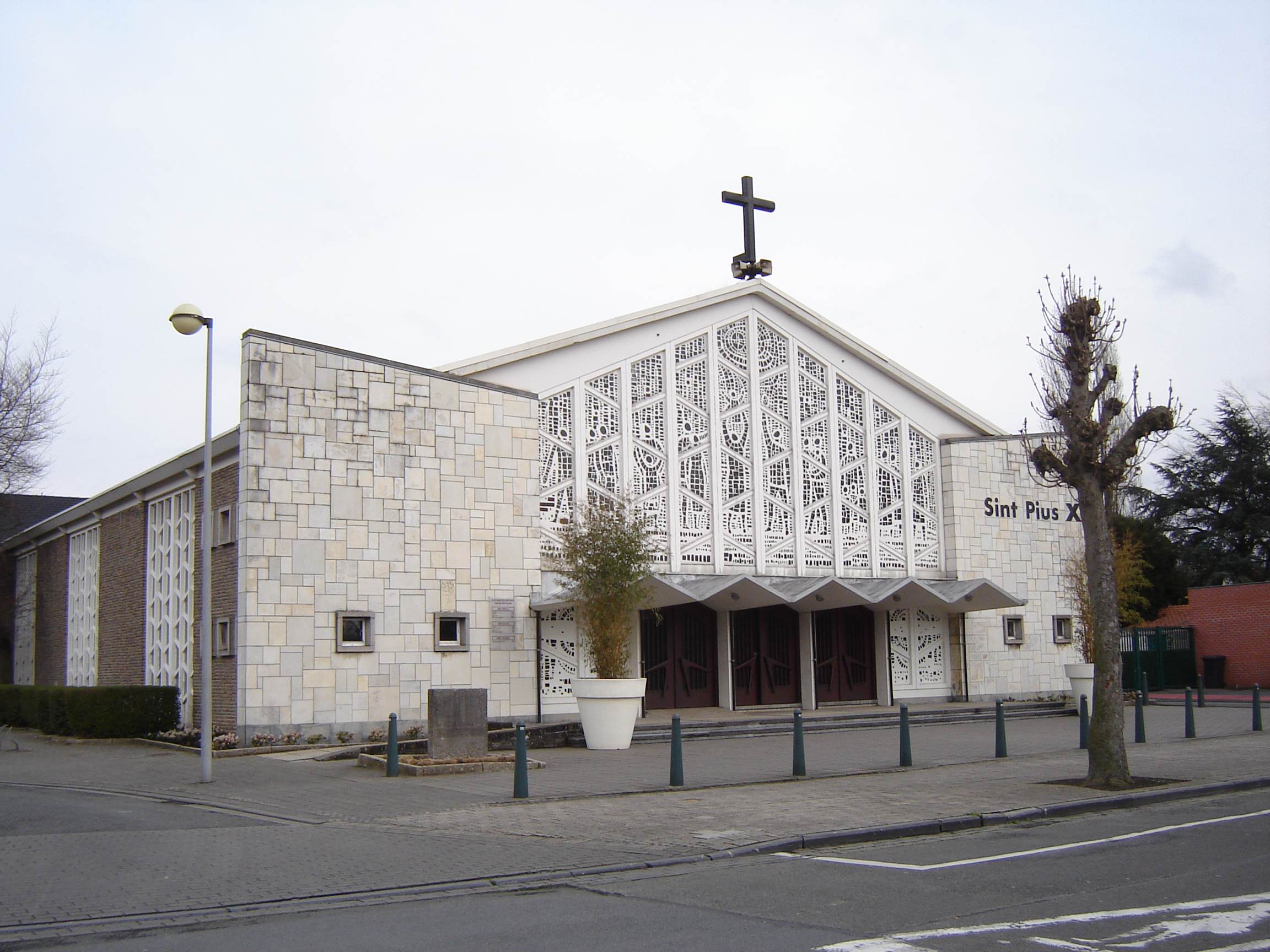
de Pius X-kerk

## Trivia
- De wijk is met de binnenstad verbonden via de stadsbuslijn 50 en stadsbuslijn 51.

Belgische gemeenten · Arrondissement Kortrijk · West-Vlaanderen · Vlaanderen